# Burni Pucuk Lumut
Burni Pucuk Lumut är ett berg i Indonesien.   Det ligger i provinsen Aceh, i den västra delen av landet, 1 600 km nordväst om huvudstaden Jakarta. Toppen på Burni Pucuk Lumut är 2 620 meter över havet.
Terrängen runt Burni Pucuk Lumut är kuperad norrut, men söderut är den bergig.  Trakten runt Burni Pucuk Lumut är nära nog obefolkad, med mindre än två invånare per kvadratkilometer. I omgivningarna runt Burni Pucuk Lumut växer i huvudsak städsegrön lövskog.